# 7,5 cm GebG 36
Il 7,5 cm Gebirgsgeschütz 36, abbreviato in 7,5 cm GebG 36, era un cannone da montagna tedesco. Era il cannone leggero standard delle divisioni da montagna sia dello Heer che delle Waffen-SS durante la seconda guerra mondiale.

## Storia
Il GebG 36 fu creato da Rheinmetall nel 1935 per soddisfare un requisito dello Heer per un obice in calibro 75 mm per equipaggiare le sue divisioni da montagna (Gebirgs Divisionen), sostituendo il Gebirskanone 15 austro-ungarico risalente alla Grande Guerra. La produzione iniziò nel 1938; la produzione del primo anno è sconosciuta, mentre dall'anno successivo al 1945 furono realizzati 1 193 pezzi.
I cannoni erano assegnati in quattro esemplari per ogni batteria; ogni battaglione di artiglieria da montagna aveva in organico 2-3 di queste batterie. Un reggimento di artiglieria da montagna (Gebirgs-Artillerie Regiment) schierava da uno a tre battaglioni equipaggiati con GebG 36.

## Tecnica
Il progetto del 7,5 cm GebG 36 era relativamente convenzionale riguardo alla bocca da fuoco, con il suo otturatore standard tedesco a scorrimento orizzontale ed il convenzionale freno di bocca. Per massimizzare le sue capacità di fuoco ad alti angoli, la culla fu dotata di orecchioni arretrati, in modo da aumentare la distanza tra otturatore e suolo, sebbene questo comportasse l'installazione di molle per equilibrare il peso della canna sbilanciato verso la volata. Inoltre un sistema a rinculo variabile riduceva il rinculo alle alte elevazioni. La culatta era particolarmente massiccia, in quanto incorporava un sistema di giunzione che ne permetteva il distacco dalla canna durante il trasporto. Anche i vomeri alle estremità delle code divaricabili dell'affusto erano removibili. Le ruote in legno dei primi esemplari furono sostituite da ruote a disco in lega leggera, con semipneumatici in gomma. L'affusto era privo di scudo, per ridurre il peso complessivo. Il cannone, pesante 750 kg, poteva essere trainato oppure scomposto in otto carichi someggiabili a dorso di mulo o cavallo.
A causa della sua leggerezza, quando il GebG 36 faceva fuoco a bassi angoli di tiro, rinculando faceva perno sui vomeri delle code e si sollevava sulle ruote. Il rischio di danneggiare con questi "salti" pezzo e serventi era tale che l'impiego della 5ª carica di lancio, la più potente, era proibito per angoli di tiro inferiori a 15°. Ad angoli di tiro superiori il pezzo era invece perfettamente stabile, dissipando sul terreno l'energia di rinculo residua.

## Munizionamento
Il 7,5 cm GebG 36 sparava una grande varietà di munizioni, con la notevole eccezione di un proiettile perforante convenzionale. In luogo di quest'ultima, per il tiro controcarri, il cannone utilizzava una granata a carica cava, pesante 5,83 kg, con una gittata massima di 9 250 metri. Il cannone disponeva di una propria granata ad alto esplosivo da 5,83 kg, ma poteva sparare anche quella utilizzata dai 7,5 cm FK 18 campali. Erano disponibili inoltre granate fumogene colorate. Il munizionamento era di tipo a cartoccio bossolo, con cariche in bossoli metallici; erano disponibili 4 cariche supplementari; una quinta carica sostituiva tutte le precedenti quando dovevano essere battuti obiettivi al limite della portata dell'arma. Nonostante le prestazioni in termini di tiro utile si fossero rivelate adeguate, il calibro di 75 mm era troppo limitato per le battaglie della seconda guerra mondiale.